# Clypeodytes pseudolentus
Clypeodytes pseudolentus är en skalbaggsart som beskrevs av Olof Biström 1988. Clypeodytes pseudolentus ingår i släktet Clypeodytes och familjen dykare. Inga underarter finns listade i Catalogue of Life.